# Theo Bogaerts jr.
Theo Bogaerts (Sint-Jans-Molenbeek, 2 februari 1920 - Bonheiden, 30 april 2009) was een Belgisch Nederlandstalig auteur en journalist. 

## Levensloop
Hij was de zoon van auteur en journalist Theo Bogaerts sr. en Miesje Steenhoff, de broer van schilder Hans Bogaerts en de kleinzoon van kunstcriticus en schilder Willem Steenhoff.
Bogaerts was actief als journalist en auteur van werken over de Grieks-Romeinse oudheid. Daarnaast was hij algemeen secretaris van de Internationale Federatie van Journalisten (IFJ) en van de Belgische Raad der Europese Beweging.
Van 1952 tot 1969 publiceerde hij over en werk van Louis Couperus.

### Eigen werk
- Louis Couperus en de Grieks-Romeinse oudheid. Brussel, 1952.
- Kunst der illusie. Antieke wandschilderingen uit Campanië. Den Haag, [1958].
- Antieke mozaïeken. Amsterdam [etc.], 1964.
- De antieke wereld van Louis Couperus. Amsterdam, 1969.

### Bloemlezing
- Louis Couperus, Vreugde van Dionysos. Een bloemlezing uit zijn antieke werken. Den Haag/Antwerpen, 1960.